# رودخانه ساکانیلا
رودخانه ساکانیلا (به لاتین: Sakanila River) یک رود در ماداگاسکار است که در ماداگاسکار واقع شده‌است.